# Jagodno (Grande-Pologne)
Pour les articles homonymes, voir Jagodno.
Jagodno (prononciation : [jaˈɡɔdnɔ]) est un village polonais de la gmina de Kostrzyn dans le powiat de Poznań de la voïvodie de Grande-Pologne dans le centre-ouest de la Pologne.
Il se situe à environ 5 kilomètres au nord-est de Kostrzyn (siège de la gmina) et à 23 kilomètres à l'est de Poznań (siège du powiat et capitale régionale).

## Histoire
De 1975 à 1998, le village faisait partie du territoire de la voïvodie de Poznań.

Depuis 1999, Jagodno est situé dans la voïvodie de Grande-Pologne.